# Seznam armenskih kardinalov
Seznam armenskih kardinalov.

## A
- Grégoire-Pierre (Krikor Bédros) XV. Agagianian (1895–1971)

## H
- Antoine-Pierre (Andon Bedros) IX. Hassun (1809–1884)